# Cornedo all’Isarco
Cornedo all’Isarco (németül: Karneid) település Olaszországban, Bolzano autonóm megyében. Lakosainak száma 3468 fő (2023. január 1.). Cornedo all’Isarco Bolzano, Fiè allo Sciliar, Nova Ponente, Renon, Tires és Nova Levante községekkel határos.

## Népesség
A település népességének változása:
| Lakosok száma | 3111 | 3361 | 3391 | 3468 |
|               | 2008 | 2017 | 2018 | 2023 |